# Селективність (електроніка)
Селективність у радіотехніці і електроніці — здатність радіоприймача виділяти сигнал лише тієї станції, на яку він налаштований, і відсікати сигнали інших станцій.
Селективність як правило вимірюється у децибелах; значення селективності є логарифмом відношення амплітуди сигналу, який треба прийняти, до іншого сигналу, що «просочується» у кола радіоприймача. Селективність по сусідньому каналу — міра ефективності «придушення» сигналів, що розташовані поряд у частотній сітці (наприклад, у Європі для діапазонів середніх і довгих хвиль 9 кГц). Селективність по дзеркальному каналу є одним з показників якості супергетеродина, що показує, наскільки ефективно вхідні кола приймача затримують частоти «дзеркальних» станцій.

## Побудова кіл селекції

Одиничний коливальний контур найкраще виділяє сигнал резонансної частоти, але водночас частково пропускає і сигнали сусідніх станцій.

Навіть одиничний коливальний контур на вході радіоприймача забезпечує налаштування на потрібну станцію і до деякої міри ослаблює сигнали сусідніх станцій. Вдосконаленим варіантом, що забезпечує кращі характеристики, є смуговий фільтр — наприклад, два коливальних контури, зв'язані індуктивно (в англомовній літературі часто називається «радіочастотним трансформатором», англ. RF transformer). Ширина пропускання такого смугового фільтра напряму залежить від добротності контурів, що до нього входять. Для послідовного контуру смуга пропускання тим вужча, чим вища індуктивність і нижча ємність; для паралельного контуру навпаки.
Деякими практичними обмеженнями у досягненні високої селективності LC-схем є:
- конструкція настроювальних конденсаторів великої ємності може бути складною
- паразитна ємність активних і пасивних елементів (транзисторів, ламп, з'єднувальних провідників)
- власний опір проводу котушки може створювати зайвий опір (особливо важливо для паралельних контурів)
- котушки великої індуктивності можуть бути непрактичними, або складними у конструкції.

Тому для підвищення селективності можна використовувати інші методи, наприклад, схеми з Q-множником та регенеративні приймачі. Супергетеродинні приймачі дозволяють використовувати один або кілька контурів з фіксованою проміжною частотою для підвищення вибірковості. Фіксоване налаштування усуває вимогу точного узгодження декількох каскадів підстроювання під час підстроювання[уточнити переклад].

## Методи підвищення селективності

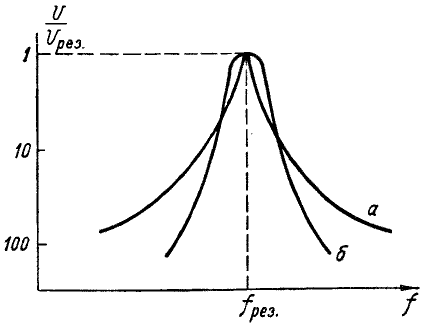
Криві селективності деяких радіоприймачів: a) регенератора; б) супергетеродина

Ідеальний графік селективності радіоприймача має вигляд прямокутника, ширина якого дорівнює потрібній смузі пропускання.

## Подальше читання
- Gilmore, Rowan. 3.2.6 "Receiver selectivity". Practical RF circuit design for modern wireless systems (англ.). Т. I. с. 113. ISBN 1-58053-521-6. {{cite book}}: |first1= з пропущеним |last1= (довідка)